# Liste de films français sortis en 1961
Listes de films français
- 1957
- 1958
- 1959
- 1960
- 1961
- 1962
- 1963
- 1964
- 1965

Liste non exhaustive de films français sortis en 1961

## 1961
| Titre                                  | Réalisateur             | Distribution                                        | Genre                 | Notes |
| -------------------------------------- | ----------------------- | --------------------------------------------------- | --------------------- | ----- |
| Lola                                   | Jacques Demy            | Anouk Aimée                                         | Drame                 |       |
| L'amour existe                         | Maurice Pialat          |                                                     | Documentaire          |       |
| Un taxi pour Tobrouk                   | Denys de La Patellière  | Lino Ventura                                        | Film de guerre        |       |
| L'Année dernière à Marienbad           | Alain Resnais           | Delphine Seyrig, Giorgio Albertazzi                 |                       |       |
| La Bride sur le cou                    | Roger Vadim, Jean Aurel | Brigitte Bardot, Michel Subor                       | Comédie               |       |
| Tout l'or du monde                     | René Clair              | Bourvil, Philippe Noiret                            | Comédie               |       |
| Le Mauvais Chemin                      | Mauro Bolognini         | Jean-Paul Belmondo, Claudia Cardinale               | Drame                 |       |
| Les Godelureaux                        | Claude Chabrol          | Jean-Claude Brialy, Bernadette Lafont               | Comédie dramatique    |       |
| La Belle Américaine                    | Robert Dhéry            | Robert Dhéry, Colette Brosset, Louis de Funès       | Comédie               |       |
| Les Menteurs                           | Edmond T. Greville      | Dawn Addams, Francis Blanche                        | Film dramatique       |       |
| Le Tracassin                           | Alex Joffé              | Bourvil, Pierrette Bruno                            | Comédie               |       |
| L'Amant de cinq jours                  | Philippe de Broca       | Jean-Pierre Cassel, Jean Seberg                     | Comédie dramatique    |       |
| Les Grandes Personnes                  | Jean Valère             | Micheline Presle, Jean Seberg                       | Drame                 |       |
| Le Puits aux trois vérités             | François Villiers       | Michèle Morgan, Jean-Claude Brialy                  | Comédie               |       |
| Quelle joie de vivre                   | René Clément            | Alain Delon, Barbara Lass                           | Comédie               |       |
| Le Monocle noir                        | Georges Lautner         | Paul Meurisse, Elga Andersen                        | Policier              |       |
| Le Jeu de la vérité                    | Robert Hossein          | Robert Hossein, Françoise Prévost                   | Policier              |       |
| Tire-au-flanc 62                       | Claude de Givray        | Bernadette Lafont, Christian de Tillière            | Comédie               |       |
| Les lions sont lâchés                  | Henri Verneuil          | Claudia Cardinale, Jean-Claude Brialy               | Comédie               |       |
| Tintin et le Mystère de La Toison d'or | Jean-Jacques Vierne     | Jean-Pierre Talbot, Georges Wilson                  | Aventure              |       |
| Léon Morin, prêtre                     | Jean-Pierre Melville    | Jean-Paul Belmondo, Emmanuelle Riva                 | Comédie dramatique    |       |
| Le Capitaine Fracasse                  | Pierre Gaspard-Huit     | Jean Marais, Philippe Noiret                        | Aventures historiques |       |
| Une femme est une femme                | Jean-Luc Godard         | Anna Karina, Jean-Claude Brialy, Jean-Paul Belmondo | Comédie               |       |
| Arrêtez les tambours                   | Georges Lautner         | Bernard Blier                                       | Film dramatique       |       |
| Le Président                           | Henri Verneuil          | Jean Gabin                                          | Drame politique       |       |